# 電梯
，香港又稱「𨋢」；是一種垂直運送行人或貨物的運輸工具。

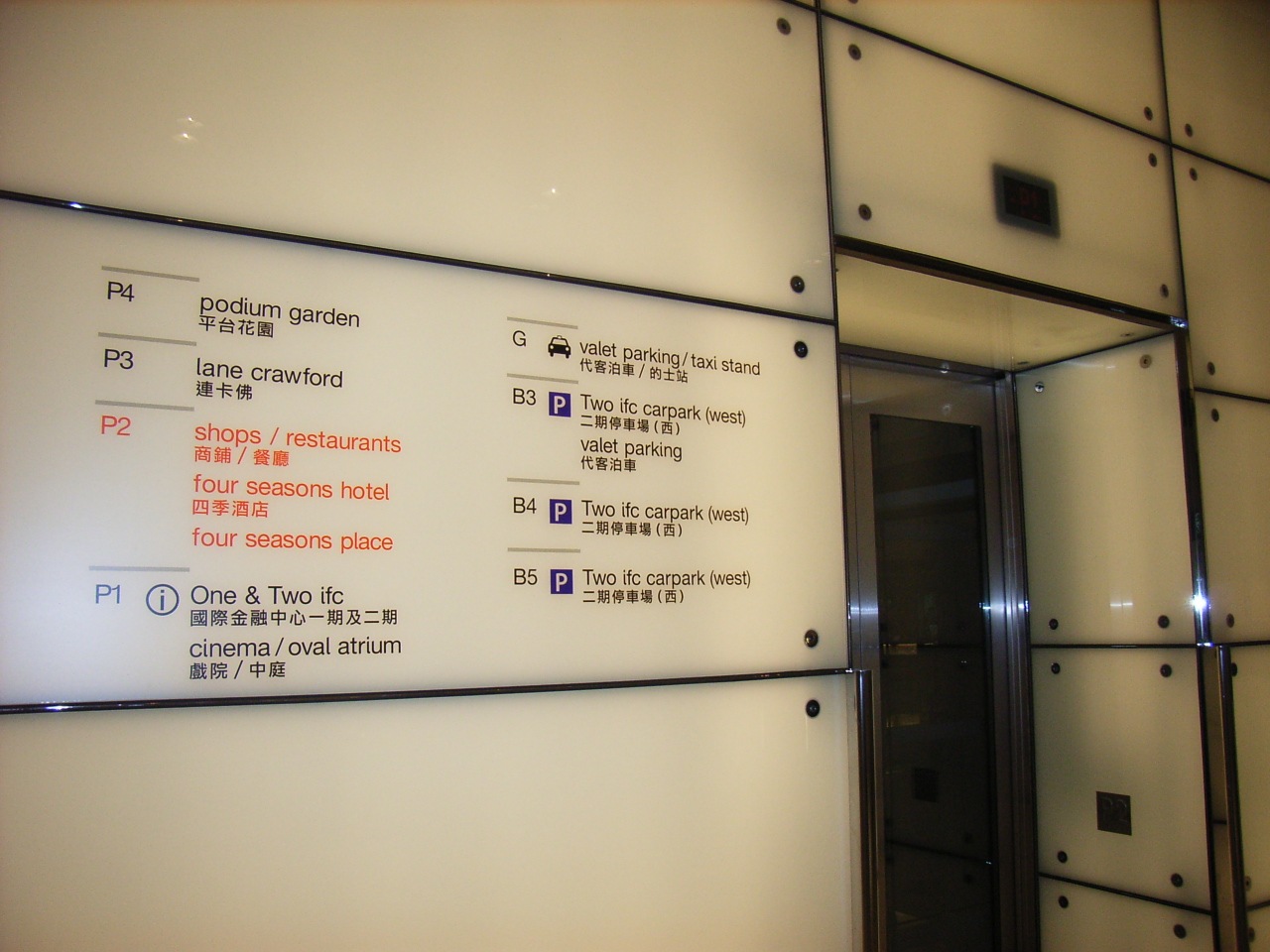
升降机及樓層指示

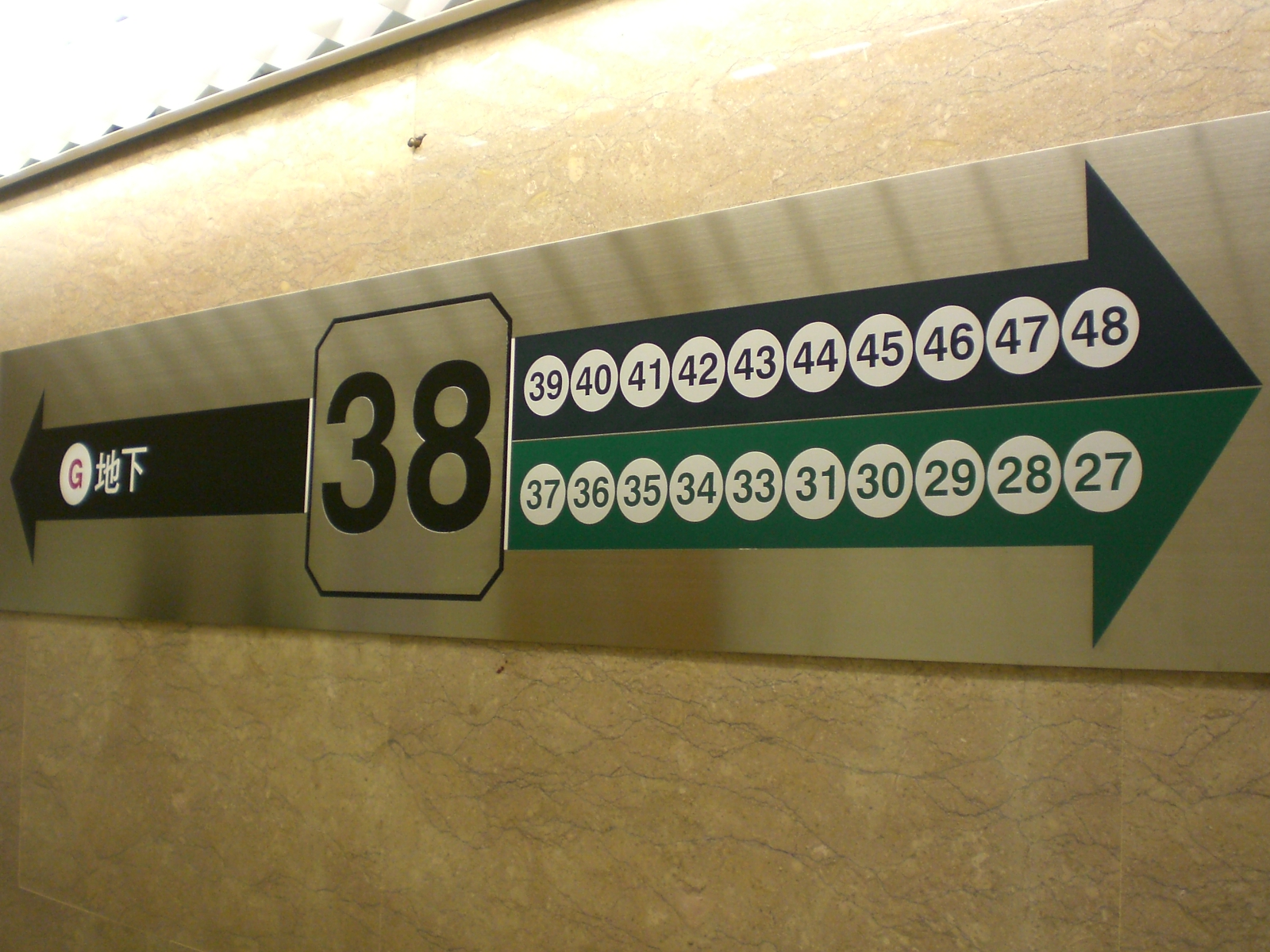
樓層指示

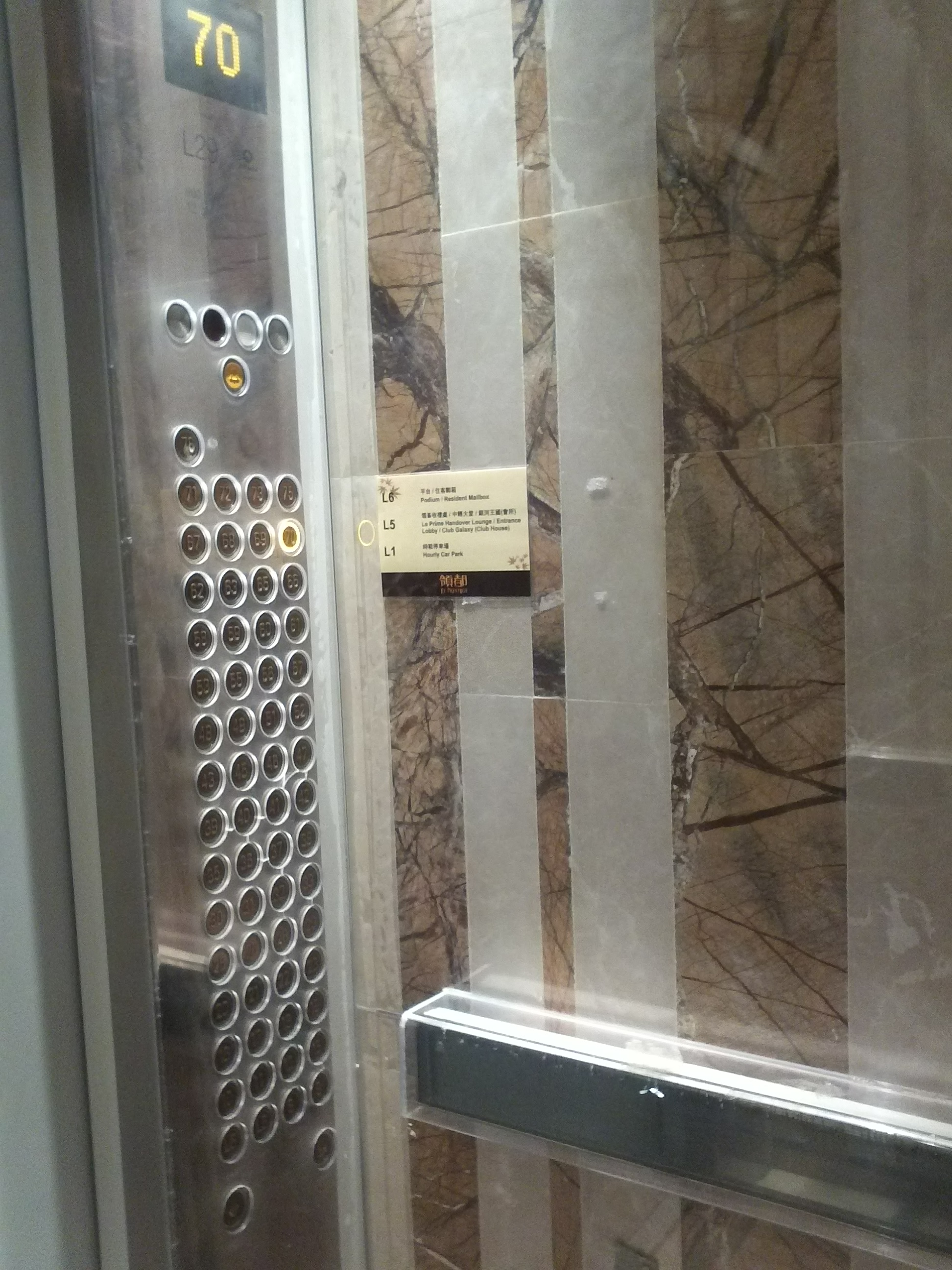
摩天大樓密集的升降机樓層按鈕

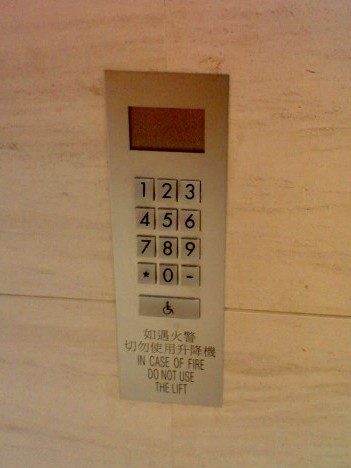
Miconic 10在每一層站設置的樓層選擇器

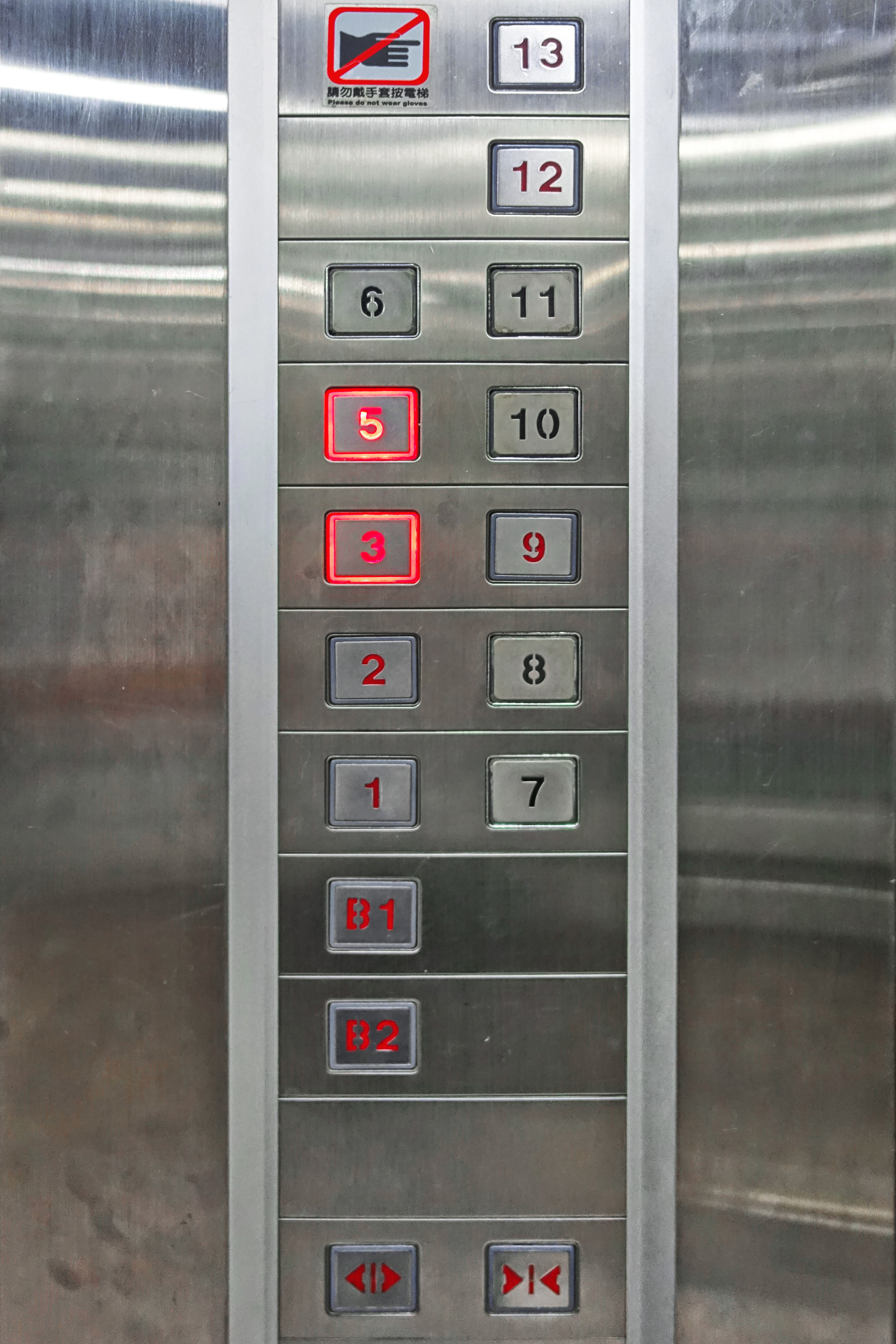
在漢字文化圈電梯的操作面板，有可能看到對四的禁忌

某些多層辦公大廈可能需要數以十計的客運升降机。為了增加升降机的速度、效率和建築物可用的面積，多數高樓大廈會把升降机分成數組，每一組負責部分樓層，並且要根據不同時間、不同樓層的使用模式，作出不同的調整和調度。亦有些非常高的摩天大樓，乘客需要使用中途不停站快速升降机，先從地面前往高層的空中大堂（即高層升降机大堂，Sky lobby），之後再轉乘普通升降机前往目的地。有些最新的升降机則使用智能升降机分配系統，在大廳使用觸控螢幕，即可預叫指定要到達的樓層，讓同層一起的人能集結乘梯。這些都能加強乘坐體驗，由於電梯是利用對重，於重量上達成平衡與滾輪系統共同運作來移動的，所以如果只有一兩人下樓，這時候煞車等所消耗能量反而比上樓高，同時也可以發現，運送更多人除了乘客等待時間更短，總的耗電量也隨之減少，因此多電梯協同安排呼喚樓層的設計效率高。還可以把位能轉換為動能時進行回收，也能回生出電力，台灣產業跟學界更統計，如果2300萬人裏每一百台電梯，就有8到9台採用這種「電力回生裝置」，一年就可以省出2.4億度電，尤其高層住宅效益更大。

## 歷史
古代的中國及歐洲各國都有以辘轳等工具垂直運送人和貨物。現代的升降机是十九世紀蒸汽機發明之後的產物。1845年，第一部液壓升降机誕生，當時使用的液體為水。1853年，美國人艾利莎·奧的斯發明自動安全裝置，大為提高鋼纜曳引升降机的安全。1857年3月23日，美國紐約一家樓高五層的商店安裝了首部使用奧的斯安全裝置的客運升降机。自此以後，升降机的使用得到了廣泛的接受和高速的發展。最初的升降机是由蒸汽機推動的，因此安置的大廈必須裝有鍋爐房。1880年，德國人西門子發明使用電力的升降机，從此名副其實的「升降机」正式出現。

## 用途

### 客運

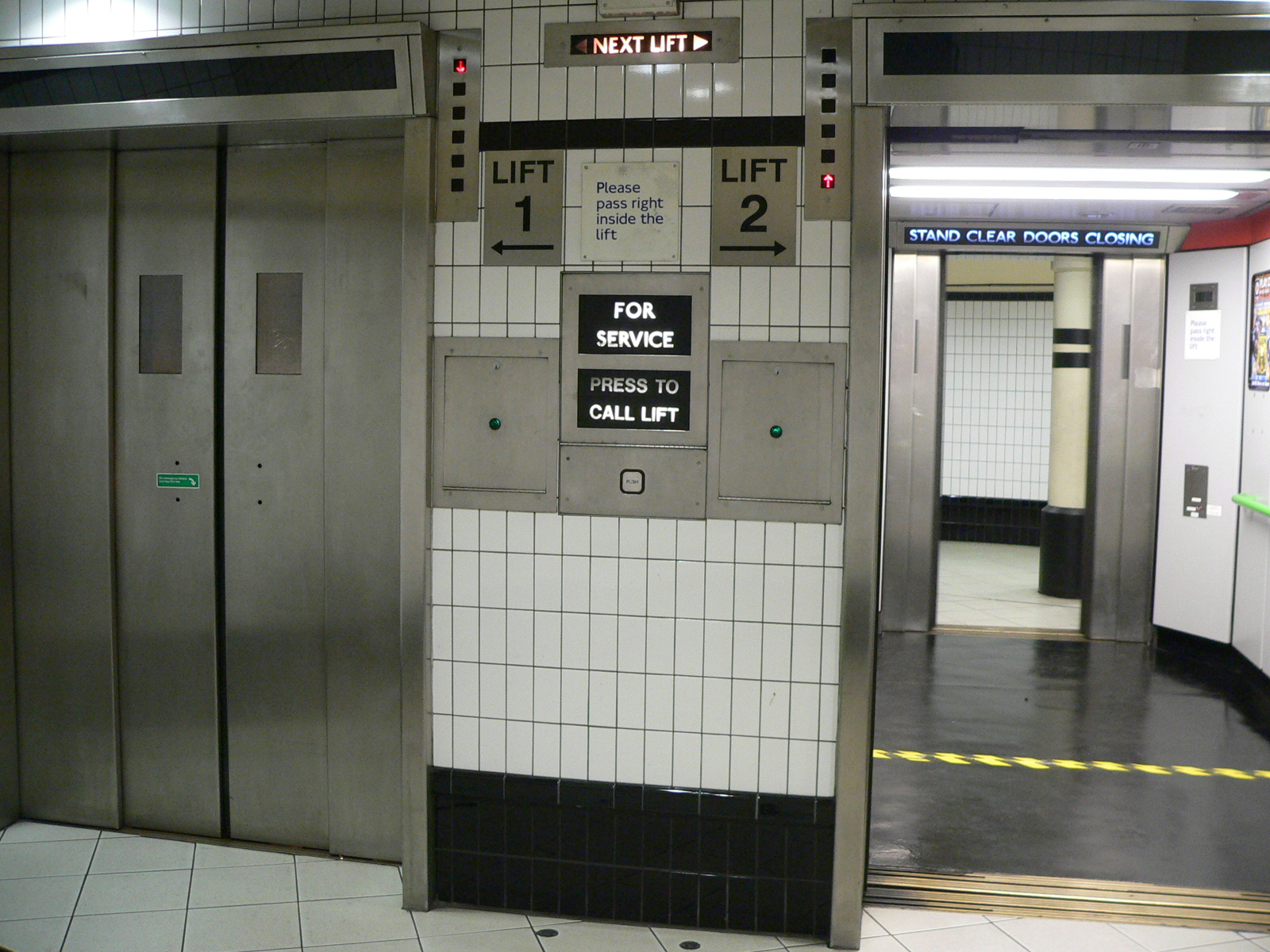
倫敦地鐵的客運升降机

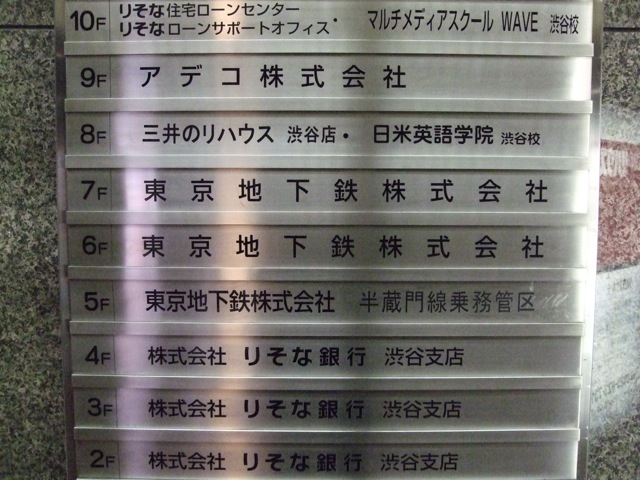
升降机的樓層牌

升降机的發明令摩天大樓變得可能，客運亦是升降机最常見的用途。客運升降机所需的載客量跟建築物面積、用途相關。一般的客運升降机的載客量，由數百公斤至2,000多公斤不等。四層以下的樓宇使用的升降机，有可能是液壓式的。十層以下的樓宇使用的升降机速度一般為每秒1.5米（5.4km/h）。十層以上的速度可達每秒2.5米（9km/h），以至每秒6米（21.6km/h）。目前全球最快電梯位於廣州周大福金融中心，達秒速21米（72km/h）。
有些客運升降机的「轎厢」（Cab）裝飾得美侖美奐，以雲石甚至黃金裝飾都有。部分客梯還有空氣調節，和電視機供乘客觀看。
有些客運升降机的轎厢是透明的，放在建築物的外牆旁行走，供乘客觀光用。
一部份有門禁管制的大樓，需有感應卡片、密碼、指紋辨識等，才能按下電梯特定樓層的按鈕，或者以顯示屏提示前往特定樓層升降机。

### 貨運

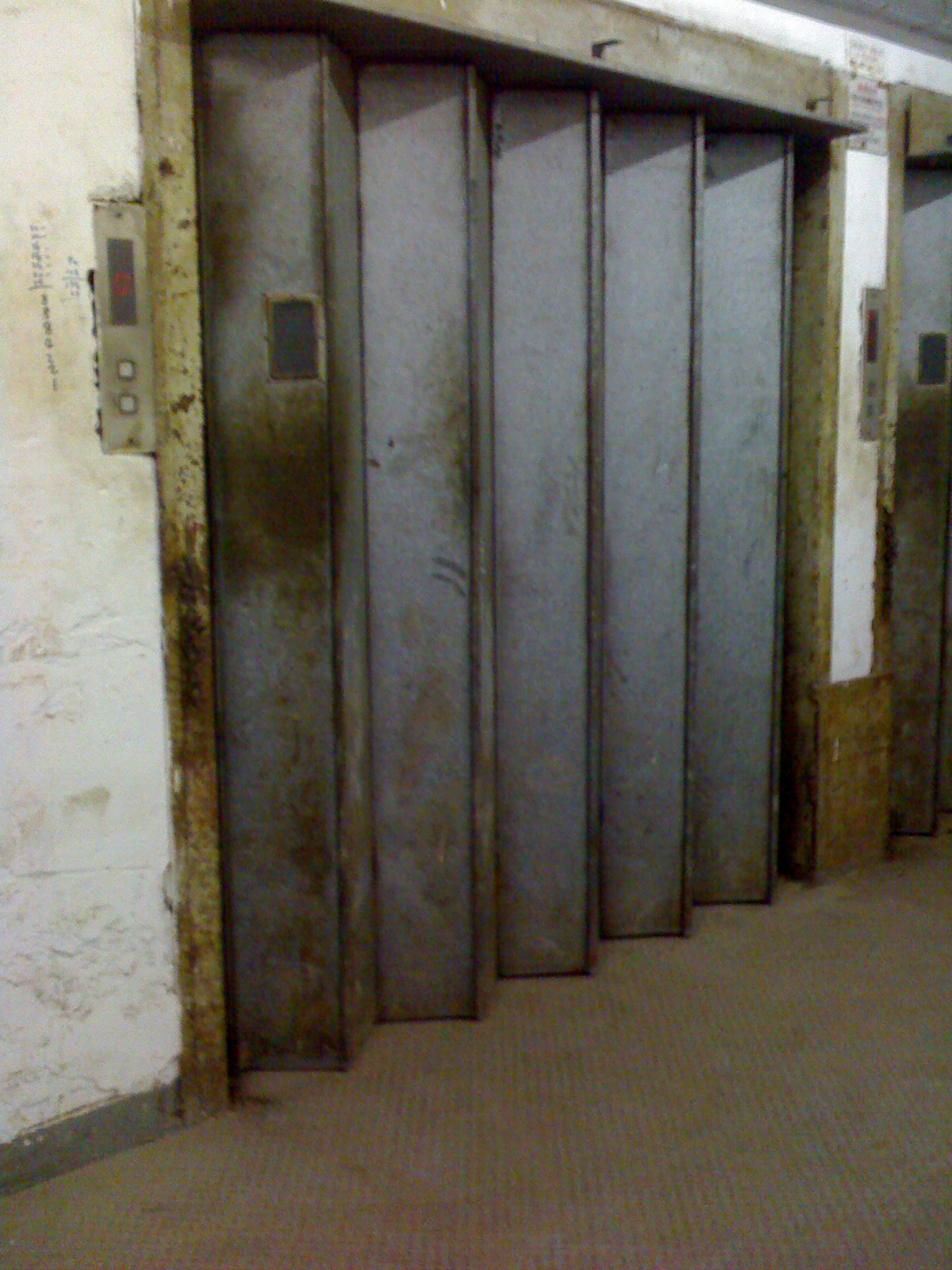
香港一架必須以人手控制升降机門的貨運電梯

貨運升降机一般比客運升降机大和載重較多，由2000至5000公斤不等，多數都是採用曳引式，有部分貨運升降机甚至可以容納輕型車輛。貨運升降机內一般沒有很好的裝飾，一些則會裝上木板或軟墊以避免運貨時被損壞，舊式貨運升降机許多都有人手控制的升降机門開關。
還有一種非常小的貨運升降机，叫做啞侍應，樓層按鈕設於轎厢門外，專門供多層餐館內用來運送食物、杯盤（菜梯）。這類雜物升降机亦會在多層圖書館或醫院內用來運送書本、病歷（送書梯）。也有一些專門運送行李的大型升降机，這種升降机是不准載人。
在建築工地、倉庫等地方有時會採用齒輪齒條嚙合式升降机（在台灣俗稱「施工梯」，須受到勞檢單位的規範；在香港俗稱為「籠𨋢」）來運貨及讓工人乘搭。這種升降机沒有升降机井，使用齒軌支持及移動轎箱。

### 汽車電梯
在一些空間有限的建築，由於停車場和入口位處不同樓層，興建斜道會佔用太多空間（尤其是部分建築，其停車場與汽車出入口之間相隔多於一個樓層），因此這些建築會安裝汽車電梯。
此外，一些智慧停車場也會採用汽車電梯以作停車場出入口，透過電梯的垂直及／或水平移動將汽車運送到泊位。

## 電梯驅動系統

### 曳引式
曳引式升降机由多條鋼纜把轎箱懸掛在升降机井頂部機房的曳引轮之上。鋼纜另一端懸掛作平衡的對重。配重一般為轎箱加上50%負載時的重量。當轎箱移動時，配重會向反方向移動。曳引轮是依靠鋼纜的粗糙表面及引轮上坑紋之間的摩擦力來拉動轎箱。因此當鋼纜或曳引輪用舊之後，必須適時更換以防滑溜。電動機負責帶動曳引轮轉動，提供動力昇起或放下轎箱。電動機可能是交流，亦有可能是直流。部分電動機要使用齒輪帶動曳引轮，較新及較快的升降机一般會採用無齒輪帶動。部分高層曳引式升降机還有重量補償裝置，在轎箱及對重之下設有一條鋼纜或鎖鏈，連接到地上。作用是補償懸掛轎箱或對重的鋼纜長度改變引起的重量變化。
曳引式升降机一般需要在井道的頂部設置機房。近年設計新型的曳引式升降机，採用纖維－鋼纜復合纜索，可以減少所需的潤滑及維修。此外新型的電動機體積小，可以安裝在主导轨或井壁，免除機房設置，稱為無机房電梯。而無机房電梯是由芬蘭通力電梯在1996年研發。

### 油压式
轎箱由底下或側面的柱塞支撐及昇降，柱塞由液壓推動。部分柱塞可作望遠鏡式摺疊，減少地底所需要的深度。部分柱塞不可摺，安裝時地下必需挖一個洞。因為柱塞的限制，油压式升降机一般只會在2至5層高的建築物上使用（不多於20米）。油压式升降机的優點是機房可設置在任何位置（當然不能離開轎箱太遠），而且佔地較少，機械亦較為簡單；一般使用亦較少機會發生問題。但是亦有耗電量大，速度低的缺點，秒速不高於1米，以及運行時會發出高熱。故此，机房須用空調以降溫，否則升降机運行不暢，甚至因過熱而停機。

### 氣動式
轎箱於氣密式升降道內，以氣壓差調節方式，達到運行的功能。常用於信件文書的傳遞，近期亦有用於載人電梯的設計出現。此類電梯的升降道可省去鋼索與柱塞，並具有氣密結構，轎箱可如同針筒內的推桿般，運行至升降道最頂端與最末端。轎箱結構亦較為精簡，底部坑道也不需要存在。
以目前市面能見的氣動式電梯來看。有以下特性：下行進排氣量與乘載重量會直接影響到電梯運行速度。載重量會直接影響氣密式升降道結構的強度需求，無法像鋼索曳引和柱塞油壓一般乘載較高的重量。與曳引式不同，運行中若遭遇停電，可藉由重力與自然進氣降至底層樓。上行利用大氣壓力提升轎箱；下行利用重力下降。空氣的壓縮性比油和鋼索明顯，以往搭乘電梯感受到的上下晃動，在氣壓帶動的電梯裡會更為明顯。

## 電梯結構
升降机的基本結構包括一條垂直的升降机井內，升降机井壁裝有導軌，一個上下移動的轎箱及有用來平衡的配重。轎箱上的導靴限制轎箱的移動。

### 升降机门

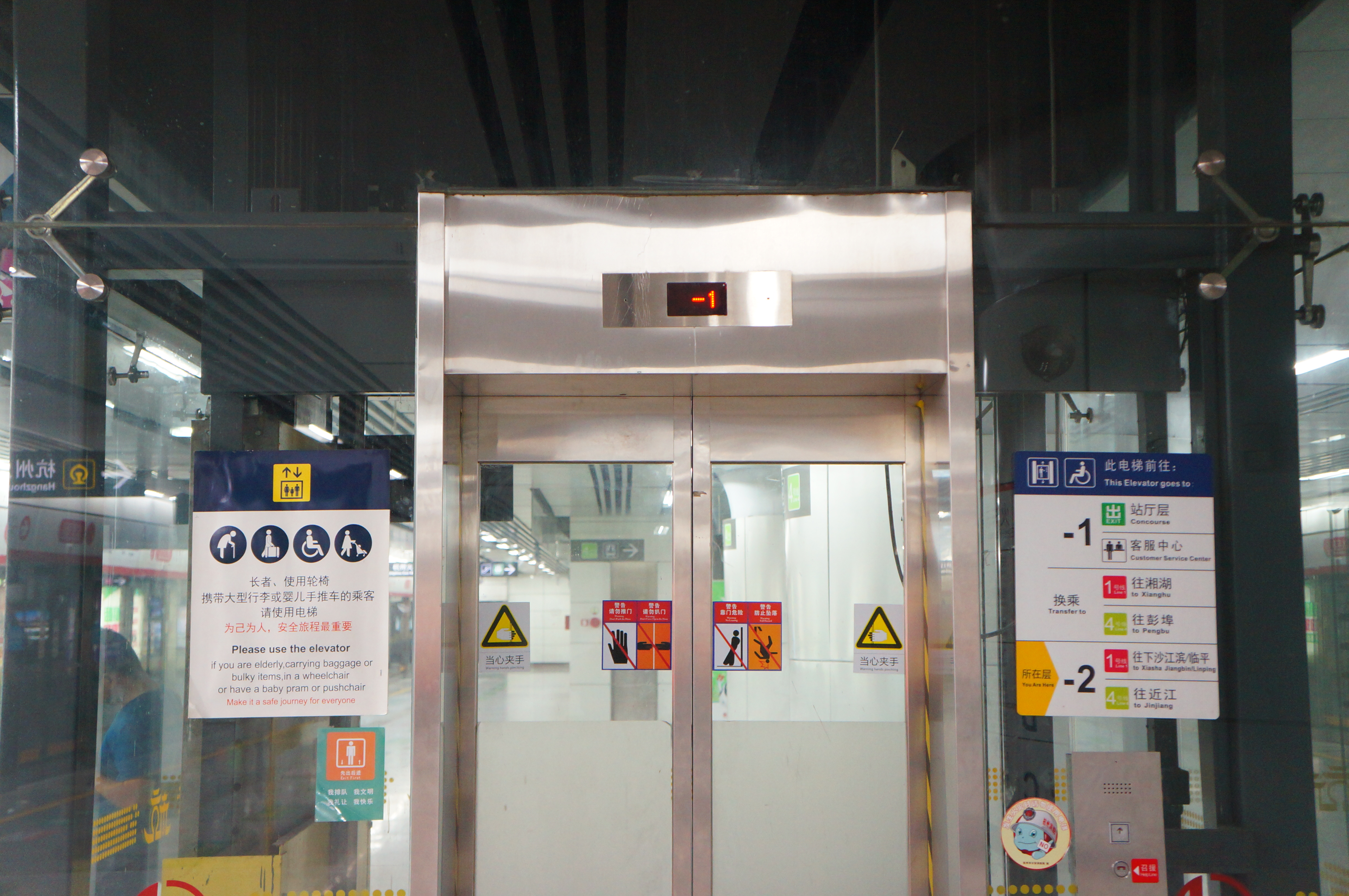
杭州地铁火车东站站台上的电梯梯门

升降机的門可分為兩部分。分別是外門及內門。內邊一層的門是裝在轎箱上，一般稱為轎箱門。開关門的機械裝置安裝轿厢顶上驱动轿门，称做门机。外邊的一層門則是裝在每層的升降机井入口，一般称为层门（或厅门），其开、关门由轿门通过门刀带动。层門平時以彈簧（或重锤）保持在關閉的狀態，防止有人掉進井內。內門附有感應器（所指乃机械式或光幕式安全触板），感應器有机械和光电式（紅外線）二种，防止擠壓到人或貨物。门的形式有中分和双折二种，对开门距特别大可用中分双折，如果特别要求，也可做三折门。
早期的升降机以及現今一些安裝於倉庫或廠房的載貨用電梯並無全自動開關的扉門，轎箱可能只有手動拉閘。而外門則可能是要手動向外開啟的掩門。
現代的升降机門常見的是全自動左右水平對開趟門，也有只向左或右單邊趟門，亦可能在轎箱內不同方向設有多組機門，以遷就不同樓層在井道不同方向的出入口。半自動﹙按鈕操作﹚上下垂直對開趟門、向上單邊趟門，多見於工業大廈和倉庫大型貨運升降机或多層食肆及圖書館內的「啞侍應」上。

### 電梯安全裝置
電梯具有各種安全裝置，防止轎箱因鋼纜斷裂、制動失靈等任何原因造成的墜落。最低限度的安全裝置包括在機房裝設的鋼纜限速器，在轎箱及對重上安裝安全鉗。

#### 限速器
限速器會在電梯向下超過預定速度的時候，鎖緊限速器纜索，從而啟動安全鉗，剎停電梯。

#### 安全鉗
安全鉗是一種機械安全裝置，由奧的斯發明，當電梯速度超過預定速度時，限速器會鎖緊限速器纜索後，啟動安全鉗夾緊導軌，把轎箱或對重剎停。

#### 緩衝器
升降机緩衝器位於電梯井道底部，作為最後的保護。當電梯發生故障、在下降時超逾行程，緩衝器可減低電梯的衝撞力。

## 升降机安全
若以乘客數量計算，升降机的安全紀錄應該超過其他各種交通工具。但仍偶有致命意外，為保障客運升降机乘客安全，多數國家和地區有特定的法律規定升降机安全和檢查維修。

### 監控與報警
多數的法例規定，升降机內最少必須有：警鐘、對講機/求助電話（被困時求救）、開（關）門按鈕和緊急停止按鈕（但有部分升降机不設此按鈕）。部分升降机還有後備電池照明等設備。很多升降机還有超載警告，防止因過重引起意外。
部份升降机設有閉路電視 (及監控屏），讓升降机外的人可以看見轎箱內發生的事情。

### 停電時
萬一因為停電、機械故障等原因被困在升降机內，應該保持鎮定。使用警鐘或對講機向管理處求救，等候管理處召喚電梯維修人員把升降机打開。若果乘客有手提電話，可按照升降机內保養公司貼紙或指示牌的電話號碼，致電升降机保養公司要求救援。一部分較先進的對講機更可讓乘客直接與升降机保養公司要求救援。一部分符合無障礙設計之電梯更設有附有標示字句的機身知悉燈。必要時 (例如升降机內有人受傷、發生火警等) 亦可直接致電緊急求救電話要求救援，因為消防員以救人為第一原則，然而救人時除非備有電梯手動解鎖鎖匙，否則會以暴力爆開升降机門，結果做成升降机損傷，不但令升降机要花多一些時間維修，更會增添額外保養開支。受困時不要強行打開升降机門離開，因為轎箱當時不一定是對齊樓面，升降机亦有突然再次開動的可能，強行離開可能會掉進井內，或被移動中的升降机壓傷，而且正常情況下升降机門很難可以徒手打開，短時間困在升降机內通常不至於導致窒息，而且很少會有下墜的風險。一部份電梯可在停電等狀況發生時，自動以備用電池的電力將車廂移動至最近的樓層後打開廂門，使得乘客不會被困在電梯內。。

### 火災時
當發生火警時，不可乘包括消防電梯在內的一般升降机逃生（港鐵部分車站指定出口的高速升降机除外，包括香港大學站、西營盤站、何文田站及利東站，這些升降机安裝了防火捲簾防止濃煙進入），因為濃煙很可能進入升降机井內，而升降机亦很可能隨時停止或者纜線會被燒斷，應該使用樓梯逃生。
部分升降机在設計允许有合適裝備的消防員在救火時用于前往起火樓層，被稱為消防升降机。但需注意，消防升降机在火灾时主要供消防人员使用，可能不适合楼内人员在火灾中用作逃生。

## 特別設計的升降机

### 無機房升降机
機頂的反繩輪則放到機底，鋼纜橫過機底，以使機箱於最高層，能比曳引電動機高。例子：港鐵深水埗站。

### 旁置式機房升降机
旁置式機房升降机始終不適合十多層以上的樓宇，因此該些樓宇很多時仍要用普通升降机，為了遷就總高度，一些樓宇會把機房放到樓宇頂層而不放於天台，這些樓宇頂層便不設升降机服務，或另設短距離升降机來服務。例子：港鐵金鐘站。

### 斜行升降机

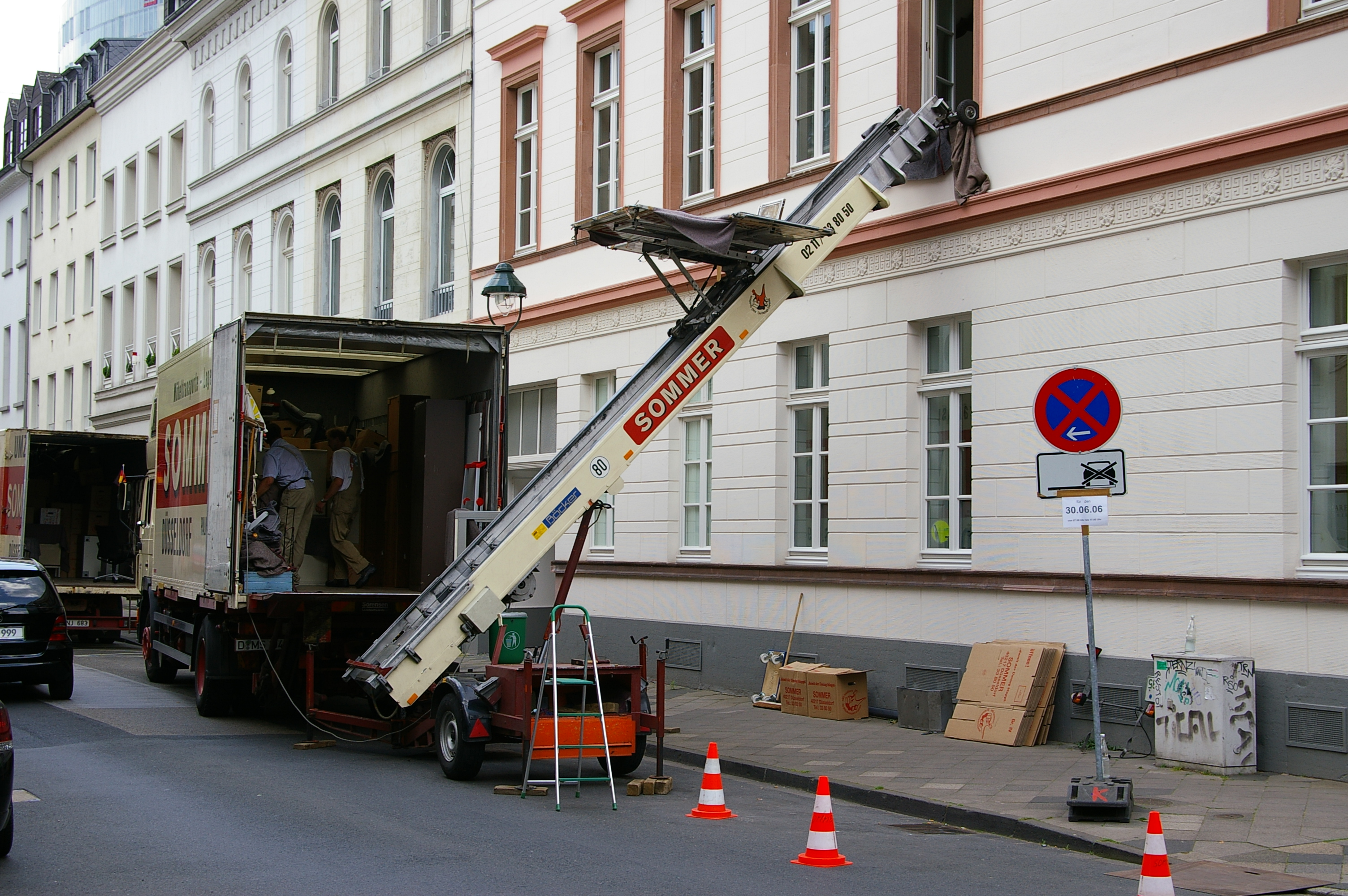
以貨車和斜行電梯進行搬家

部分升降机的升降机行走的軌道並非垂直，例如艾菲爾鐵塔（奧的斯製造）類似的例子還有香港沙田寶福山（迅達升降机）、香港愉景灣愉景北商場（臺日電梯）、香港大澳文物酒店（達輝工程），新界葵涌邨至禾塘咀街百步梯（奧的斯）。

### 雙層升降机
部分升降机的轎箱是雙層的，為疏解較高大樓龐大的人流，如馬來西亞吉隆坡的國油雙塔（奧的斯製造）、香港的國際金融中心二期（奧的斯製造）、新鴻基中心（奧的斯製造）、鰂魚涌港島東中心（奧的斯製造）、香港銅鑼灣世貿中心商場（東芝製造）、九龍站上蓋環球貿易廣場（迅達升降机製造）、銅鑼灣希慎廣場（三菱製造）、台灣的台北101（東芝製造）、中國的上海環球金融中心（奧的斯、東芝、日立、蒂森克虜伯製造）、中國的上海中心大廈（三菱製造）、中國的天津環球金融中心（三菱製造）、中國廣州的珠江城大廈（奧的斯製造）、中國廣州國際金融中心（奧的斯製造）、中國廣州周大福金融中心（日立製造）、中國深圳的京基100（三菱製造）、中國深圳的平安金融中心（寫字樓電梯由迅達及日立製造，而穿梭電梯由奧的斯製造）等大樓的升降机皆是。

### TWIN
德國蒂森克虜伯電梯側於近年設計了一款共用井道的升降机名為TWIN，2個機箱位於同一井道，互相配合各自運行。如南昌大学二附院住院部。

### MULTI
2017年6月22日，在德国罗特魏尔蒂森克虜伯电梯研发中心完成了 MULTI的全球首秀。利用直线电机技术，MULTI使得电梯轿厢脱离了缆绳的束缚，可实现水平和垂直移动，不同于传统电梯每个井道内只有一个轿厢上下移动的运行模式，MULTI可允许多个轿厢循环运行——相当于建筑内部的地铁系统。
蒂森克虏伯MULTI电梯系统入选《时代》周刊2017年度“25项最佳发明”榜单。

### 世界最快速的升降机
廣州周大福金融中心其中兩部電梯採用由日立製作所研發的「世界最高速」電梯，營運速度高達20m/s（72km/h；測試時更達到21m/s或75.6km/h），只需要43秒，就能穿越從大廈1層到95層共440米的距離，刷新了全球超高速電梯提升速度；而由三菱電機為上海中心製造的電梯則為全球第二快電梯，最高速度為20m/s。哈里發塔包含目前世界第三快的電梯，速度達18m/s（64km/h或40mph），世界第四快的電梯在台湾的台北101，達16.83m/s（60.6km/h或37.7mph）。

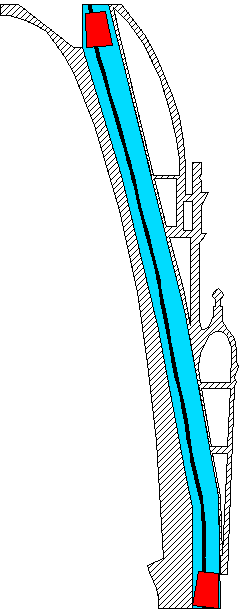
德國漢諾威新市中心大樓的斜升降机
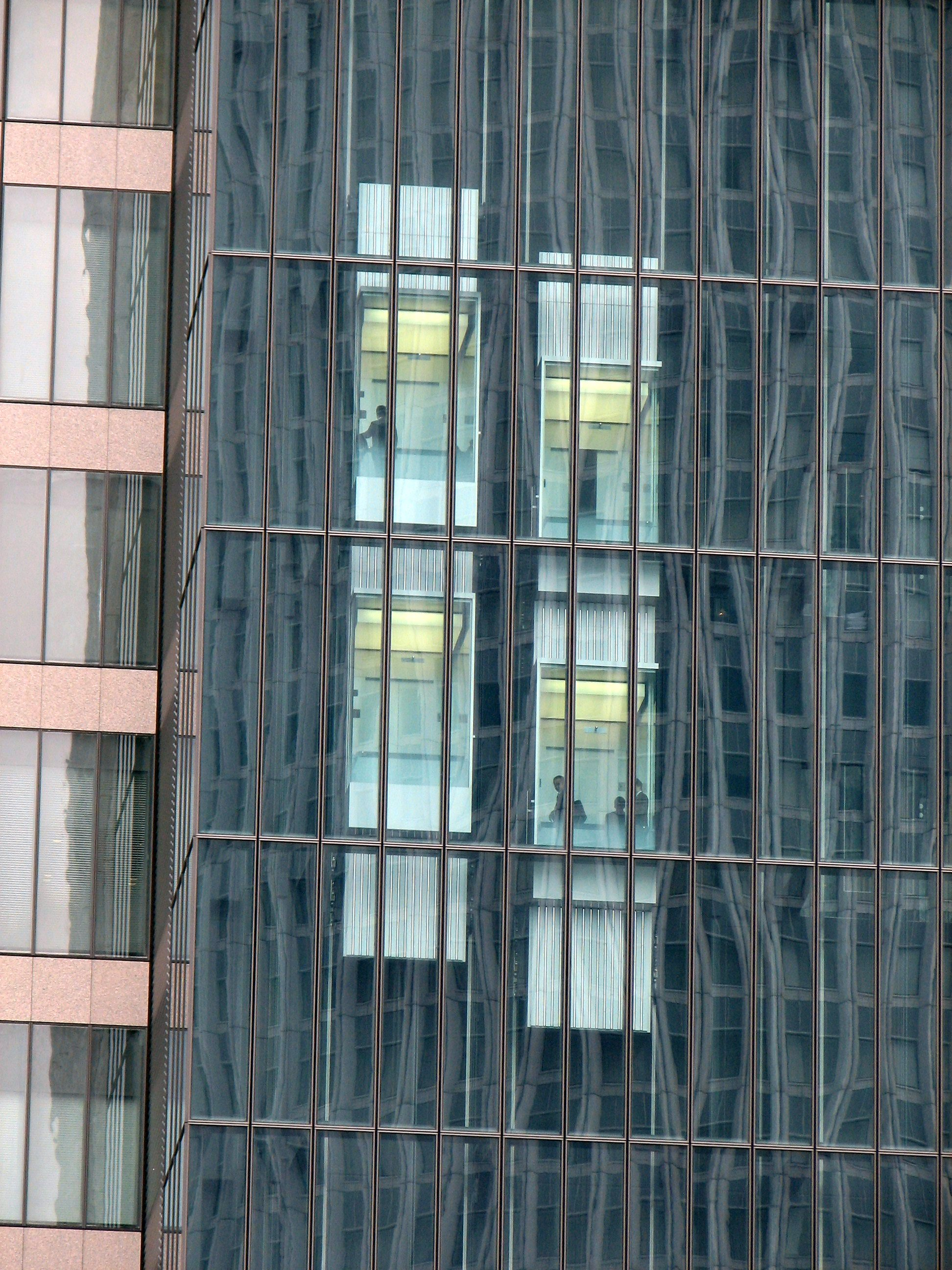
日本名古屋Midland Square的雙層轎箱
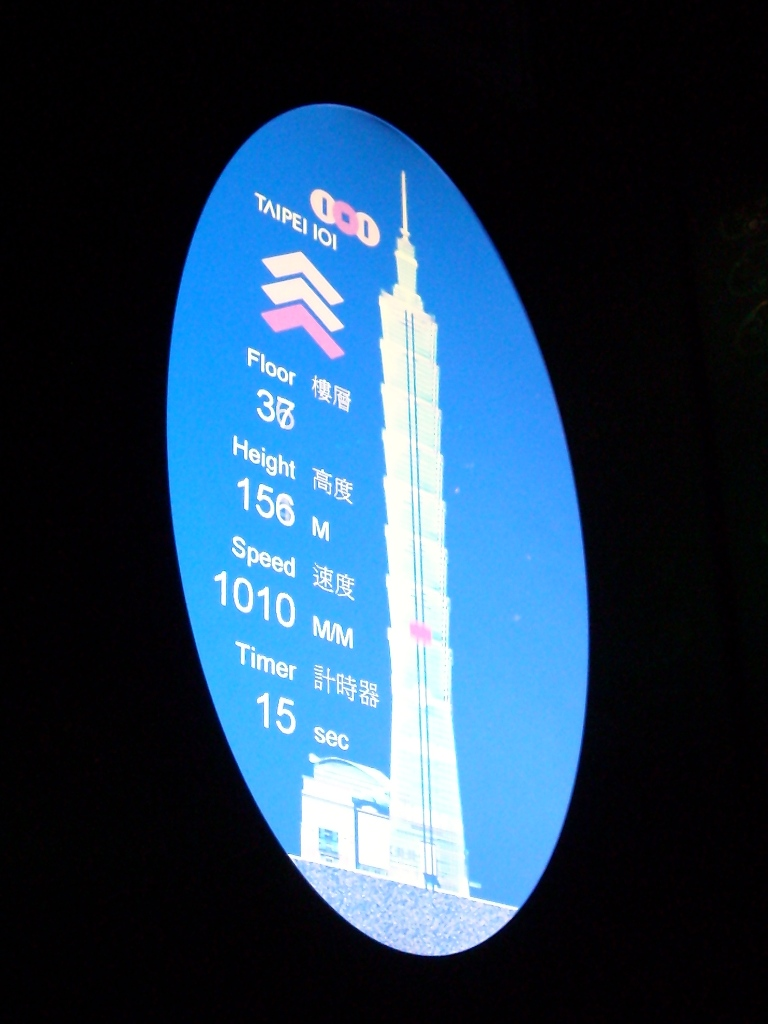
台北101大樓的世界第四快升降机

## 主要生產商
| 公司           | 2019年收入（十億美元） |
| -------------- | ---------------------- |
| 奧的斯電梯公司 | 13.11                  |
| 三菱电机       | 11.89                  |
| 迅達集團       | 11.61                  |
| 通力           | 11.18                  |
| 蒂森克虏伯     | 8.91                   |

## 意外
升降机是極安全的交通工具，只要使用恰當，保養得宜，是很少會發生意外的。以下的意外原因大多是使用不當及沒有良好保養而發生的。

### 台灣
施工中
- 2009年4月30日，國立政治大學外語學院新建電梯工地，工人進入送交物品時，不慎摔落仍在施工中的電梯井，送醫不治[14]。

使用中
- 2008年9月8日，台中市中國醫藥大學附屬醫院的一座電梯，在20樓失控，斷斷續續的下墜到地下4樓，車廂內21人有2人輕微骨折[15]。
- 2009年1月8日，新北市一家紙器公司的貨梯，因為送貨員未確認電梯所在樓層即徑行進入，從1樓摔落地下1樓重傷[16]。
- 2010年2月5日，新北市板橋區三民路「潤泰台北新大陸」社區電梯，卡在三樓、五樓間（該棟大樓並無四樓的樓層編號），保全員在開門時因電梯突然移動而被夾傷至死[17]。
- 2013年10月4日，高雄市左營區大中二路的一棟大樓，大樓保全發現一位3歲小童被電梯夾在7至8樓間，隨後警消在電梯井的地下2樓處發現其母，兩人送往高雄榮民總醫院不治[18]。

維護中
- 2010年1月11日，新北市樹林區大安路125巷的某工廠電梯，工人進入電梯進行維護時，不慎被電梯夾傷頭部，送醫不治[19]。
- 2011年2月17日，臺北市中山區新光三越百貨南西店的電梯組員工，檢測電梯時未確認電梯所在樓層即徑行進入，從1樓摔落地下4樓不治[20]。

停用中
- 2004年12月1日，桃園縣楊梅市（今桃園市楊梅區）「富豪名宮」社區的電梯，因為年久失修，電梯門又遭人破壞，造成一名女童倚靠電梯門時跌入電梯井，由1樓摔落地下3樓，送醫不治[21]。

### 香港
- 1979年7月22日德福花園地盤升降机墜下事故，6人死亡。
- 1993年6月2日北角地盤升降机墜下事故，12人喪生。
- 2002年1月1日，粉嶺綠悠軒的升降机由於一粒螺絲鬆脫，令升降机箱在機門打開後繼續爬升，一名11歲男童未察覺，於進入升降机時摔倒，欲爬出時被夾死。出事升降机由勁威工程（已被奧的斯收購，並更名為捷運電梯公司）作非原廠維修，升降机由迅達（Schindler）製造。
- 2008年10月25日晚上7時26分，大埔富善邨善雅樓的L32號升降机的8條鋼索有7條折斷，當時安全鉗並無啟動，以致升降机急速下墜至槽底，機箱嚴重損毀，幸當時升降机內唯一的乘客發現升降机發出怪異聲響，至14樓升降机門自動打開後離開避過意外，無人傷亡。肇事升降机由通力電梯製造，事發前2個月外判給蒂森克虜伯公司作非原廠維修保養，意外後房屋署全面檢查轄下屋邨由通力及蒂森克虜伯兩間公司生產的升降机，約共1000部。有業界人士稱，近期很多法團為省錢，寧選非原廠升降机維修承辦商做保養工作，亦出現綑綁式保養，但質素無保證[22]。機電工程署於事發後10日（即11月4日）才向外公布事件和交代調查進度，初步調查指是機房的限速器出現問題，以致安全裝置失效[23]（此次事故的原因是由於對重滑輪軸承損壞，令全數8條懸吊纜索脫離對重裝置。升降机機廂在沒有對重作為平衡的情況下，開始加速下降。升降机的安全鉗令升降机機廂的下跌減慢，但未能將機廂煞停。下跌中的對重與打結的補償纜索促使升降机機廂進一步滑下，越過地面層跌落升降机井道底坑。於此位置，八條懸吊纜索其中七條呈現繃緊，對重及升降机機廂下跌所造成的衝力，超越了纜索的拉力強度（66kN），把七條纜索拉斷。）[24][25]。
- 2013年3月2日晚上8時許，北角昌明洋樓譽宴其中一部升降机突然由3樓急墜到1樓，導致7人受傷，事後負責保養的信科工程被機電工程署停牌半年[26][27]，最終於同年10月除牌。[28]
- 2014年10月8日，觀塘時運工業大廈，一部限載廿一人的升降机，載着廿九人落樓時，突然由十二樓急速下墜，眾人受撞擊受傷，消防處接報派出大批人手救援，打開升降机門將傷者救出，其中兩人骨折，有人飽受驚嚇情緒激動，分送三間醫院救治[29]。
- 2018年4月8日，荃灣海灣花園一部電梯上升撞及天花，導致一對夫婦重傷。[30]
- 2018年5月11日，上水名都一部電梯突然急升，令到一名乘客被夾住腳部往上扯，最終墮進槽底喪命[31]。

### 中國大陸
- 2009年2月17日，合肥市一個工地的工程電梯，因為鋼纜斷裂，由大約10樓高度跌落地面，造成2人死亡，2人重傷。
- 2009年8月12日，广州市站西路一栋商厦，因电梯轿厢还在6楼，一名5岁半的男孩用手掰开5楼的电梯门，未看清便衝了进去，在电梯井内从5楼跌落至1楼，当场死亡。广州市质量技术监督局在调查后称，出事电梯不存在故障，儿童掰开轿厢门并非难事，商场要承担责任。但官方说法引起社会不少质疑。有广东省人大代表政协委员称，刚被年检合格的电梯发生了事故，又让给它资质并是其“上级领导”的质监局去进行调查，并不合适，这是“既当裁判又是运动员”[32][33]。
- 2013年5月15日，深圳罗湖区长虹大厦一名护士从16楼搭电梯欲前往3楼，即将要离开的时候，电梯门突然在未完全关闭下失控直往地下一楼坠下，女护士头部被夹当场断头身亡。初步怀疑是维修工人在为电梯润滑时，违规使用了机油导致其制动力下降[34][35]。

### 日本
- 2006年6月3日，在東京都港區芝一丁目一幢23層高住宅大廈的升降机，16歲高中二年級學生市川大輔踏出升降机時，升降机突然爬升，少年被夾在升降机跟樓層天花板之間近一小時，警方及消防員用了近40至50分鐘將他救出，少年卻因頭骨碎裂，不久傷重死亡。出事升降机由迅達（Schindler）於1997年製造，並由Sec Elevator公司承包維修[36]（此次事故的原因在於判斷開門的安全裝置失效，電梯在門開啟的情況下繼續行駛。而电梯曳引機的制動器久未保養，同樣失效，沒有使電梯及時剎停。）。

### 南非
- 1995年5月10日，奧克尼一處挖礦廠的機車撞向安全屏障掉入礦井，並將電梯撞至井底，電梯內的104人均死亡。